# Marco Mazza (atleta)
Marco Mazza (25 giugno 1977) è un ex mezzofondista italiano.

## Biografia
Nel 1999 ha vinto un oro ed un bronzo agli Europei under 23, rispettivamente nei 10000 m e nei 5000 m.
In seguito, ha partecipato ad un'edizione dei Mondiali (nel 2001) ed una degli Europei (nel 2002), sempre nei 10000 m; ha inoltre partecipato a 2 edizioni consecutive dei mondiali di mezza maratona (nel 2000 e 2002) ed a 2 edizioni consecutive dei mondiali di corsa campestre (nel 2000 e 2001). Nel 2001 ha ottenuto un quarto posto nei 10000 m ai Giochi del Mediterraneo. Nel 2002 ha inoltre vinto una medaglia di bronzo nella Coppa Europa dei 10000 metri (oltre che la medaglia d'oro a squadre); nella medesima manifestazione (a cui in carriera ha partecipato complessivamente cinque volte) ha vinto un ulteriore bronzo a squadre nel 2006.
Grazie al tempo di 1h00'24" fatto registrare alla Stramilano nel 2002, è il secondo miglior italiano di sempre sulla mezza maratona (a 4" dal record nazionale di 1h00'20", fatto registrare proprio nella medesima gara da Rachid Berradi).

## Palmarès
| Anno | Manifestazione             | Sede             | Evento         | Risultato | Prestazione | Note |
| ---- | -------------------------- | ---------------- | -------------- | --------- | ----------- | ---- |
| 1999 | Universiadi                | Palma di Maiorca | 5000 m piani   | 7º        | 13'42"37    |      |
| 1999 | Europei under 23           | Göteborg         | 5000 m piani   | Bronzo    | 13'47"17    |      |
| 1999 | Europei under 23           | Göteborg         | 10000 m piani  | Oro       | 28'39"29    |      |
| 2000 | Mondiali di cross          | Vilamoura        | Corsa seniores | 48º       | 37'28"      |      |
| 2000 | Mondiali di cross          | Vilamoura        | A squadre      | 7º        | 163 p.      |      |
| 2000 | Mondiali di mezza maratona | Veracruz         | Individuale    | 9º        | 1h04'26"    |      |
| 2000 | Mondiali di mezza maratona | Veracruz         | A squadre      | 5º        | 3h19'21"    |      |
| 2001 | Mondiali di cross          | Ostenda          | Corsa seniores | 98º       | 44'01"      |      |
| 2001 | Mondiali di cross          | Ostenda          | A squadre      | 6º        | 103 p.      |      |
| 2001 | Mondiali                   | Edmonton         | 10000 m piani  | 14º       | 28'08"00    |      |
| 2001 | Giochi del Mediterraneo    | Tunisi           | 10000 m piani  | 4º        | 29'38"22    |      |
| 2002 | Mondiali di mezza maratona | Bruxelles        | Individuale    | 14º       | 1h02'21"    |      |
| 2002 | Mondiali di mezza maratona | Bruxelles        | A squadre      | 5º        | 3h07'53"    |      |
| 2002 | Europei                    | Monaco           | 10000 m piani  | 7º        | 28'05"94    |      |

## Campionati nazionali
1995
- Argento ai campionati italiani juniores, 5000 m piani - 14'42"95

1998
- 6º ai campionati italiani assoluti, 5000 m piani - 13'50"36
- Bronzo ai campionati italiani promesse, 5000 m piani - 14'05"07

1999
- 5º ai campionati italiani assoluti, 10000 m piani - 29'37"37

2000
- 5º ai campionati italiani assoluti, 5000 m piani - 13'44"34
- 6º ai campionati italiani assoluti, 10000 m piani - 28'35"39
- 6º ai campionati italiani di corsa campestre - 37'18"

2002
- 10º ai campionati italiani di corsa campestre - 36'25"

2004
- 6º ai campionati italiani assoluti, 5000 m piani - 14'01"71
- Oro ai campionati italiani assoluti, 10000 m piani - 28'56"46

2006
- Argento ai campionati italiani assoluti, 10000 m piani - 28'52"93

## Altre competizioni internazionali
1996
- Argento al Cross della Ciociaria ( Piedimonte San Germano) - 33'27"

1998
- 5º alla Mezza maratona del Garda ( Gargnano) - 1h03'33"
- Oro alla Mezza maratona di Napoli ( Napoli) - 1h05'52"

1999
- 22º alla Mezza maratona di Busto Arsizio ( Busto Arsizio) - 1h06'41"

2000
- 18º nella Coppa Europa dei 10000 metri ( Lisbona) - 28'27"29
- 7º alla Stramilano ( Milano) - 1h02'21"
- Argento alla Night Run Gazzetta ( Parma) - 28'24"
- 5º al Giro Podistico di Vipiteno ( Vipiteno), 5 km - 14'01"
- 14º al Campaccio ( San Giorgio su Legnano) - 36'45"

2001
- 18º nella Coppa Europa dei 10000 metri ( Barakaldo) - 27'54"25
- 7º alla Mezza maratona di Setúbal ( Setúbal) - 1h03'56"
- 5º alla Scarpa d'oro ( Vigevano), 8 km - 24'02"
- 17º alla Corrida São Silvestre da Amadora ( Amadora), 11 km - 34'17"
- Argento alla Volta à Cidade do Funchal ( Funchal), 6,5 km - 18'24"
- 22º alla Cinque Mulini ( San Vittore Olona) - 39'53"
- 15º al Belfast International Crosscountry ( Belfast) - 25'08"

2002
- Bronzo nella Coppa Europa dei 10000 metri ( Camaiore) - 27'44"05 ( Oro a squadre)
- Bronzo alla Stramilano ( Milano) - 1h00'24"
- 10º al Memorial Peppe Greco ( Scicli) - 29'35"
- 13º al Campaccio ( San Giorgio su Legnano) - 36'45"
- 5º al Belfast International Crosscountry ( Belfast) - 25'31"
- 7º al Cross de Funchal ( Funchal) - 18'32"

2003
- 5º nella Coppa Europa dei 10000 metri ( Atene) - 28'15"66
- 7º al Memorial Peppe Greco ( Scicli) - 29'31"
- 12º al Campaccio ( San Giorgio su Legnano) - 37'22"

2006
- 6º nella Coppa Europa dei 10000 metri ( Antalya) - 28'53"47 ( Bronzo a squadre)
- 9º alla BOclassic ( Bolzano) - 29'04"
- 5º alla Tuttadritta ( Torino) - 30'05"
- 5º alla Ponte in Fiore ( Ponte in Valtellina), 8 km - 23'26"

2009
- Oro al Giro del Lago di Resia ( Curon Venosta), 15,3 km - 50'04"
- 16º al Giro al Sas ( Trento) - 30'45"
- 5º alla Best Woman ( Fiumicino) - 29'59"

2010
- 14º alla Stramilano ( Milano) - 1h05'11"
- 14º alla Roma-Ostia ( Roma) - 1h05'36"
- 14º al Giro al Sas ( Trento) - 29'59"
- 6º a La Corsa di Miguel ( Roma) - 29'59"